# Sabra (carro armato)
Il Sabra (in ebraico סברה, "fico d'India") è una versione migliorata del Magach, a sua volta uno sviluppo israeliano del carro M60 Patton.
Realizzato dalla Israel Military Industries, si tratta di un carro realizzato prevalentemente per l'esportazione; la Turchia ne è divenuta il principale utilizzatore, dopo aver convertito parte della sua flotta di carri M60 in Sabra.

## Sviluppo
Il Sabra Mk I venne sviluppato partendo dal Magach 7C. La differenza principale è l'adozione del cannone MG251 da 120 millimetri utilizzato sul Merkava IV, nonché il diverso profilo della torretta. Venne inoltre applicata un'armatura aggiuntiva, si migliorò la mobilità fuoristrada e venne implementato un nuovo sistema di puntamento e un nuovo impianto di rotazione della torretta completamente elettrico (anziché ibrido idraulico-elettrico come nel Magach).
Il Sabra MK II (ammodernamento degli M60A1 direttamente proposto alla Turchia, denominato anche M60T) presenta la medesima cupola M19 utilizzata sull'M60, mentre venne implementato un nuovo motore diesel da 1000 cavalli, un visore termico, una nuova trasmissione, nuovi impianti elettrici e una corazza reattiva.
Il Sabra Mk III, versione finale del progetto, presenta un'armatura ulteriormente migliorata, un nuovo cannone, impianti di difesa attivi RWR e infrarossi e i medesimi cingoli del Merkava IV. Secondo quanto dichiarato da alcune fonti interne delle forze armate israeliane, questo modello sarebbe sotto certi aspetti migliore del Merkava IV.

## Vendite
Il governo turco firmò nel 2002 un contratto di circa 688 milioni di dollari con Israel Military Industries al fine di convertire 170 carri M60 già utilizzati dall'esercito in M60T. Il primo prototipo venne presentato nel 2005, mentre i lavori di aggiornamento della flotta andarono avanti dal 2007 al 2009. Buona parte dei componenti (eccetto l'armatura) sono stati realizzati sotto licenza in Turchia.

## Utilizzatori
- Turchia - 170 M60T, convertiti a partire da M60 Patton preesistenti.[5]